# Université Joseph Kasa-Vubu
L’université Joseph Kasa-Vubu (UKV) est une université publique de  la république démocratique du Congo, située dans la province du Kongo-Central, ville de Boma. Sa langue d'enseignement est le français.

## Histoire
La création de l’université Président Kasa-Vubu dans la ville de Boma est venue combler un vide immense dans la partie ouest, la plus peuplée de la province du Bas – Congo. Ville privilégiée en matière d’enseignements de base, Boma a une histoire longue et éloquente en ce domaine. Celle-ci remonte à 1890 pour l’enseignement de base, à 1961 pour l’enseignement supérieur et à 1990 pour un embryon d’enseignement universitaire.
Boma, depuis très longtemps véritable pépinière d’une élite originaire des diverses régions du Congo, grâce au développement de son réseau d’enseignement devait bien, par une évolution normale des choses, aboutir à l’émergence d’une université, qui soit le prolongement de cette formation primaire et secondaire par un enseignement supérieur et universitaire de haute qualité. Tout notre passé d’enseignement primaire et secondaire et tous les essais antérieurs d’enseignement supérieur et universitaire ont fait sentir de plus en plus à la population de cette contrée la soif d’une université complète, stable et sûre.
Cette prise de conscience fut ravivée par la décision de l’université Kongo de fermer ses campus de Boma et de Matadi. Cette prise de conscience fut exprimée en une première assemblée tenue au plateau des professeurs à l’université de Kinshasa. Puis, le projet soumis à l’avis de tous les notables de Matadi, de Boma, et du Bas – Fleuve résidant à Kinshasa réunis pour la circonstance à la procure du diocèse de Boma (Nzo Dikanda) à Kinshasa / Limete en date du 7 juin 1998.
L’idée rencontre alors une adhésion totale, et les notables insistent sur une étude de faisabilité préalable pour fixer les bases d’une réussite totale et durable de cette université.
Réunis à nouveau au même lieu en date du 24 juin 1998 les notables confient cette étude de faisabilité à une commission composée de trois sous-commissions juridique, académique et financière, sous la coordination d’un bureau permanent.
Depuis lors, cette commission put se réunir chaque samedi à la résidence de l’un des initiateurs qui accepta d’accueillir régulièrement le groupe pour la mise en commun des travaux des sous-commissions.
Les conclusions de cette étude étaient régulièrement soumises à l’avis et décision des notables des Églises Catholique et Protestante originaires de Matadi, de Boma et du Bas-fleuve. Les options retenues furent levées à l’évêché de Boma en date du 29 au 31 janvier 1999, lors de séances de travail réunissant les notables venus de Kinshasa et les représentants de toute la communauté de Boma et du Bas-fleuve, sous la coordination de la commission d’étude de faisabilité.
Cédant à la pression des notables et de toute la population, les Églises chrétiennes catholique et protestante de la région décidèrent de créer, en date du 27 mars 1999, l’université Président Joseph Kasa-Vubu, U.K.V. en sigle à Boma.
Au fil du temps, l'université Président Joseph Kasa-Vubu a été confrontée à d'énormes difficultés de gestion, à tel point que sa fermeture était envisagée.
C'est pour cette raison que ses membres fondateurs se sont vus dans l'obligation de solliciter sa prise en charge par le trésor public.
Ainsi, l'université Président Joseph Kasa-Vubu est devenue la première et la seule Université publique de la province du Bas-Congo(actuel Kongo-Central) par arrêté ministériel n°197/MINESU/CAB.MIN/PL/AB/2006 du 29 juin 2006 portant prise en charge d'un Établissement d'enseignement supérieur et Universitaire.

## Facultés
L'université Joseph Kasa-Vubu organise actuellement huit facultés, à savoir : 
- Faculté des sciences agronomiques
- Faculté de Droit
- Faculté de Médecine
- Faculté des sciences sociales, politiques et administratives
- Faculté des sciences économiques et de gestion
- Faculté de polytechnique
- Faculté des sciences informatiques
- Faculté des sciences de l'environnement

## Revues scientifiques
- Revue Congo-monde

## Personnalités liées à l'université
- Pr Bamwene Solo Daruis, recteur
- Pr Lelo Tshikwela Michel, secrétaire général académique
- Pr Ndele Tsumbu, secrétaire général à la recherche
- Pr Lusala Lu Tsasa Mvemba, secrétaire général administratif
- C.T Nzuzi Lubongo Thérèse, administrateur du budget

## Sources
- Congovision.com/ukv/academique.
- Connaître L'UKV-Version actualisée, juin 2016.